# Cuore di tenebra
(Joseph Conrad, Cuore di tenebra)
Cuore di tenebra (in inglese Heart of Darkness) è un racconto dello scrittore polacco-britannico Joseph Conrad sulla storia del viaggio per risalire il fiume Congo nel Libero Stato del Congo, al centro dell'Africa, da parte del narratore Charles Marlow. Egli racconta agli amici la sua avventura, a bordo della sua imbarcazione, la Nellie, ancorata in un'ansa del fiume Tamigi, a valle di Londra. Questa ambientazione fornisce la cornice narrativa per raccontare la realtà dei fatti sulla sua ossessione verso il commerciante di avorio Kurtz, che abilita Conrad a tracciare un parallelismo tra Londra e l'Africa come luoghi d'oscurità.
Nell'opera dell'autore è centrale in maniera evidente la tesi che ci sia poca differenza tra i popoli cosiddetti civilizzati e quelli cosiddetti selvaggi, avanzando questioni polemiche sull'imperialismo e il razzismo. Fu pubblicato dapprima in tre puntate - sui numeri di febbraio, marzo e aprile 1899, Vol. 165 - della scozzese Blackwood's Magazine per celebrare la millesima edizione della rivista; nel 1902 apparve in volume, nella raccolta Gioventù e altri due racconti (Youth, a Narrative and Two Other Stories).

## Trama

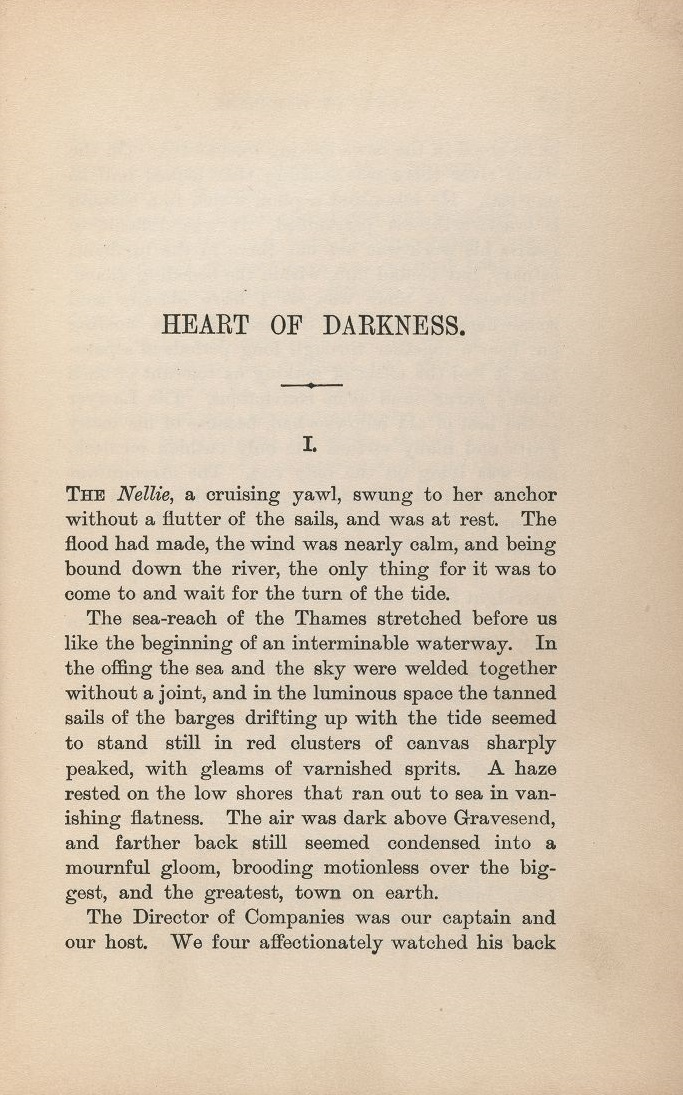
"Heart of Darkness" in Youth: A Narrative, 1902

Cinque membri dell'equipaggio dello yacht Nellie, che si trova sul Tamigi, attendono la marea favorevole per poter prendere il largo. È sera, uno di loro, un maturo marinaio di nome Marlow, prende la parola e comincia a raccontare di un viaggio che molti anni prima aveva fortemente voluto per entrare in contatto con l'Africa nera. Più avanti, Marlow avrebbe ricordato la passione che, fin da bambino, nutriva per le carte geografiche: in particolare per quella del continente africano, ancora misterioso e pieno di fascino.
Di ritorno da uno dei suoi viaggi in Estremo Oriente, un giorno, nella vetrina di un negozio, aveva visto quella carta. La cosa che più l'aveva colpito era il percorso di un grande fiume «somigliante a un immenso serpente srotolato, con la testa nel mare...la coda perduta nelle profondità del territorio». Era il fiume del viaggio che di lì a poco avrebbe intrapreso. Addentratosi nel fiume Congo - anche se i nomi del fiume, dei luoghi e della foresta non sono mai esplicitati - in un lungo itinerario, a bordo di uno sgangherato vaporetto, dalla costa al centro, al luogo nel quale la coda del serpente si perde, Marlow compie una discesa in un'oscurità ben più profonda della funerea oscurità che avvolge il Tamigi, dove almeno i fanali permettono di individuare navi, il porto perduto nella nebbia, conducendo lo sguardo a un paesaggio conosciuto.
Il battello di Marlow si inoltra invece in un paesaggio sempre più ignoto. Egli giunge alla sede della Compagnia - in realtà un cumulo di baracche - che lo ha assunto, i cui interessi sono basati sul commercio di avorio. Il posto è inospitale ed inefficiente, gestito da equivoci personaggi: il male, i cui delitti sono disseminati nelle varie stazioni del percorso, assume le connotazioni di misteri inesplicabili. Tutti sono invidiosi di Kurtz, il misterioso uomo bianco, il quale appare l'unico in grado di procurare ingenti e costanti quantità del prezioso avorio.
Su Kurtz le leggende maligne fioriscono, si aggrovigliano; la sua base, vera destinazione di Marlow, è molto all'interno dell'inestricabile e malsana foresta pluviale ed è raggiungibile solo via fiume. Marlow parte quindi, a bordo di un rattoppato battello a vapore con altri coloni e indigeni cannibali, assunti e pagati con un sottile filo d'ottone lungo non più di trenta centimetri. Nella notte risale faticosamente il fiume: domina l'ombra delle rupi lunari, il suono cupo dei tamburi nascosti, quasi un viaggio nell'Ade, come diranno molti critici. Marlow ha l'impressione di percorrere il tempo e il paesaggio preistorico, ma anche nella preistoria della mente.
Giunto a destinazione, scopre che la base di Kurtz è luogo di misfatti atroci. Gli occupanti del battello si scontrano con la primordiale ostilità degli indigeni, i quali hanno divinizzato Kurtz, soggiogati dal suo aspetto, dalla sua determinazione feroce e soprattutto dalla sua voce, anche se ora Kurtz è molto malato, quasi in fin di vita. Marlow rimane affascinato dal personaggio senza essere in grado di darsi alcuna spiegazione razionale. L'unica cosa da fare in quel frangente è catturare Kurtz. Cosa che avviene non senza difficoltà. Nel viaggio di ritorno, Kurtz muore, ma prima di spirare pronuncia due parole: «L'Orrore! L'Orrore!», e consegna a Marlow un pacco contenente delle lettere e la foto di una giovane donna.
Marlow, rientrato a Bruxelles, va a incontrare la vedova di Kurtz; lei si ritiene tale, pur essendo stata solo la fidanzata. Ma non ha il coraggio di svelarle la vita malvagia condotta dall'uomo, da lei idolatrato e rimpianto. Preferisce mentirle, dicendo che le ultime parole di Kurtz furono per lei.

## Accoglienza
Il testo, dopo un lungo periodo di celebrazione, è stato criticato da Chinua Achebe, celebre scrittore nigeriano, perché fornirebbe un'immagine dell'Africa come luogo di corruzione per la mente degli europei, e in generale tradirebbe uno sguardo dal forte carattere colonialista, per troppo tempo ignorato dalla critica. Numerosi articoli e saggi di risposta sono stati pubblicati negli anni, e la questione è ancora al centro del dibattito accademico dopo più di quarant’anni dalla pubblicazione del saggio di Achebe.

## Stile
Fortemente rappresentativa dello stile di Conrad e delle sue suggestioni, la giungla pare animarsi, custodendo un fitto mistero. La figura selvaggia di Kurtz possiede un potere ipnotico e stranito, che talvolta ispira pietà. Le storie che si incontrano in Cuore di tenebra sono ispirate al viaggio compiuto da Conrad nel 1890 a bordo del vaporetto Roi des Belges lungo il fiume Congo e i personaggi sono ritratti di figure realmente esistite e incontrate in tale occasione. È probabile che Kurtz rappresenti non solo un agente della Compagnia di nome Klein, morto sul vaporetto, ma anche il carattere di altri avventurieri lì incrociati.

## Adattamenti
Al racconto di Conrad è liberamente ispirato il film Apocalypse Now di Francis Ford Coppola, ambientato però in Vietnam al tempo della guerra, che vide il coinvolgimento degli USA.
I parallelismi con il romanzo introdotti nel film sono numerosi. La storia vede, in entrambi i casi, la risalita di un fiume alla ricerca di un personaggio di nome Kurtz, che in Apocalypse Now è però un ex-colonnello che il protagonista ha l'incarico di uccidere. È anche presente l'attacco con le frecce alla barca, prima di giungere alla destinazione della spedizione. Kurtz mantiene inoltre le altre caratteristiche del Kurtz di Conrad, tra cui l'assoggettamento degli indigeni alla propria persona. 
Un film che invece si avvicina di più agli eventi trattati nel libro è Cuore di tenebra di Nicolas Roeg del 1994, con Tim Roth e John Malkovich, rispettivamente protagonisti come Marlow e Kurtz.
La narrazione e l'ambientazione del videogioco del 2008 Far Cry 2, sono fortemente ispirate al racconto "Cuore di tenebra". Il giocatore assume il ruolo di un mercenario operante in Africa il cui compito è uccidere un trafficante d'armi, l'inafferrabile "Sciacallo". Inoltre l'ultima area del gioco si chiama proprio "Cuore di tenebra".
Il videogioco del 2012 Spec Ops: The Line è ispirato a Cuore di tenebra, e contiene numerosi riferimenti anche ad Apocalypse Now: il più evidente è di certo il personaggio del colonnello John Konrad, che ricorda in tutto e per tutto il colonnello Walter E. Kurtz. Il cognome Konrad, inoltre, è un chiaro omaggio a Joseph Conrad.
Nel 2019 esce in America l'adattamento a fumetti di Cuore di tenebra realizzato da Peter Kuper, edito in Italia nel 2021 da Tunué.

## Traduzioni italiane
- Alberto Rossi, Milano, Sonzogno, 1924; Torino, Einaudi, 1974.
- Stanis La Bruna, Libro Popolare, 1954; Milano, Feltrinelli, 1976
- Ugo Mursia con Renato Prinzhofer, Milano, Mursia, 1978; Milano, Garzanti, 1978
- Ettore Capriolo, Milano, Feltrinelli, 1987
- Giorgio Spina, Milano, Rizzoli, 1989
- Luisa Saraval, Milano, Garzanti, 1990
- Rossella Bernascone, Milano, Mondadori, 1990
- Flaminio Di Biagi, Roma, Newton Compton, 1993; allegato a Il Giornale, 2009
- Mauro Fissore, Edisco, 1994
- Giuliano Acunzoli, Milano, La Spiga, 1995
- Maria Antonietta Saracino, Milano, Frassinelli, 1996; Firenze, Le Monnier, 2001
- Marco Longhi Paripurna, Bussolengo, Demetra, 1997
- Silvia Fiorini, Santarcangelo di Romagna, Rusconi, 2005-2024
- Richard Ambrosini, Firenze, Giunti, 2006
- Francesca Avanzini, Fidenza, Mattioli 1885, 2006
- Barbara Gambaccini, Marina di Massa, Edizioni Clandestine, 2008
- Sara Donega, Firenze, Bàrbes, 2009
- Paola Artioli, Siena, Barbera, 2009
- Mario Curreli, Milano, Bompiani, 2013
- Alessandro Pugliese, Bibliotheka Edizioni, 2023.
- Francesco Graziosi, Venezia, Marsilio, 2024, ISBN 978-88-297-9036-4.

### Audiolibri
Nel 2006 esce l'audiolibro letto da Claudio Gneusz (239' 12"), nel 2013 è la volta di un audiolibro letto da Francesco De Gregori per Emons, mentre il 25 marzo 2020, su Rai Radio 3, esce l'audiolibro letto da Lino Guanciale.